# بوسنتان
بوسنتان (انگلیسی: Bosentan) یک آنتاگونیست دوگانهٔ گیرنده اندوتلین است که در درمان پرفشاری ریوی (PAH) استفاده می‌شود. این دارو را شرکت اکتلیون در ایالات متحده آمریکا، اتحادیه اروپا و سایر کشورها با نام تجاری «تراکلیر» به ثبت رسانده‌است.
بوسنتان برای درمان مواردِ متوسطِ پرفشاری ریوی و همچنین درمان زخم‌های نوک انگشتان در مبتلایان به اسکلرودرمی سیستمیک به‌کار می‌رود.
از آنجایی که این دارو موجب عوارض جنینی می‌شود، بانوان باردار باید از مصرف آن خودداری کنند. همچنین خانم‌هایی که احتمال بارداری در آنها وجود دارد باید از مصرف این دارو برحذر باشند و در صورت اجبار برای مصرف، حتماً از سایر روش‌های جلوگیری از بارداری استفاده کنند؛ چرا که قرص‌های ضدبارداری هورمونی در اثر مصرف بوسنتان اثربخشی خود را از دست می‌دهند.
در ایالات متحده، تنها پزشکانی می‌توانند این دارو را تجویز کنند که از «استراتژی ارزیابی و کاهش خطر» (REMS) زیر نظر سازمان غذا و دارو پیروی می‌کنند. هر بیمار مؤنثی که قرار است این دارو را مصرف کند باید تست حاملگی داده، نتیجهٔ منفی آن در پرونده‌اش ثبت شود، مشاورهٔ پیشگیری از بارداری شده و به‌طور دائم تحت آزمایش‌هایِ احتمال بارداری باشد.
به دلیل خطر بالای آسیب کبدی، «استراتژی ارزیابی و کاهش خطر» ایجاب می‌کند که پزشک، آزمایش‌های آنزیم کبدی را هم پیش از شروع درمان انجام دهد.
افرادی که سیکلوسپورین یا گلی‌بن کلامید مصرف می‌کنند، نباید از بوسنتان استفاده کنند.

## عوارض جانبی
علاوه بر موارد یادشده، احتمال بروز ورم، بیماری انسداد عروق ریوی، کاهش تعداد اسپرم‌ها و افتِ هموگلوبین و هماتوکریت هم با این دارو وجود دارد. به‌طور کلی، عوارض بسیار شایع بوسنتان (بروز بیش از ۱۰٪ مصرف‌کنندگان) عبارتند از سردرد، افزایش سطح آنزیم‌های کبدی و ورم. عوارضی که در ۱٪ تا ۱۰٪ مصرف‌کنندگان دیده می‌شود عبارتند از کم‌خونی، افتِ هموگلوبین، واکنش‌های حساسیتی، التهاب پوستی، خارش، قرمز شدنِ پوست و چهره، سنکوپ، تپش قلب، افت فشار خون، احتقان بینی، بازگشت اسید به مری و اسهال.

## مکانیسم اثر
بوسنتان یک آنتاگونیست رقابتی گیرنده اندوتلین A و گیرنده اندوتلین B است که البته میل چسبندگی‌اش به ETA بیشتر از ETB است.

## تاریخچه
این دارو در سال ۲۰۰۱ میلادی در ایالات متحده آمریکا و در سال ۲۰۰۲ میلادی توسط اروپا جهت درمان پُرفشاری ریوی تأیید شد.
تا سال ۲۰۱۳ میلادی، فروش جهانی این دارو $۱٫۵۷ میلیارد دلار آمریکا بود. سند ثبت اختراع (حق امتیاز) این دارو در سال ۲۰۱۵ میلادی خاتمه یافت.